# Cryptolabis mixta
Cryptolabis mixta är en tvåvingeart som beskrevs av Alexander 1949. Cryptolabis mixta ingår i släktet Cryptolabis och familjen småharkrankar. Inga underarter finns listade i Catalogue of Life.